# 楊恩典
楊恩典（1974年3月5日—）是一位台灣的口足畫家，出生即沒有雙手且胸腔嚴重的變形，被棄置於高雄縣岡山鎮（今高雄市岡山區）的市場肉攤上，被楊煦牧師夫婦發現後，送去他們創辦的六龜育幼院收養，取名「楊恩典」。1976年，行政院院長蔣經國拜訪六龜育幼院，鼓勵當時2歲多的楊恩典「以腳代手」。就讀高雄市六龜區龍興國民小學，以優異的成績畢業。國中畢業後，楊恩典開始以左腳學習作畫。楊恩典先後拜師張大千、王瑞琮學國畫。1997年9月，楊恩典就讀旗美商工補校，每天早上由老師或同學載她上學。2002年9月14日和汽車技師陳信義結婚，2006年長女「貞德」出生，2010年年底兒子「大衛」出生。2000年6月16日，楊恩典從旗美商工補校畢業，並在畢業典禮獲頒「特別獎」。2007年楊恩典獲選為中華民國十大傑出青年。

## 個展
- 1994年－定

應泰國之邀在清邁等地舉辦個展。
- 1996年－定赴美國安那罕舉辦巡迴畫展。
- 2010年－定在台灣國立中興大學舉辦生命禮讚畫展。